# Giovanni Filippo Platoni
Giovanni Filippo Platoni (Viscontino) Miembro de la Casa de Platoni, fue notario, procurador y canciller del príncipe Gian Luigi Fieschi "El Viejo", en el período comprendido entre los años 1496 a 1508, época en la que fue investido como conde palatino por Maximiliano I de Habsburgo.

## Biografía

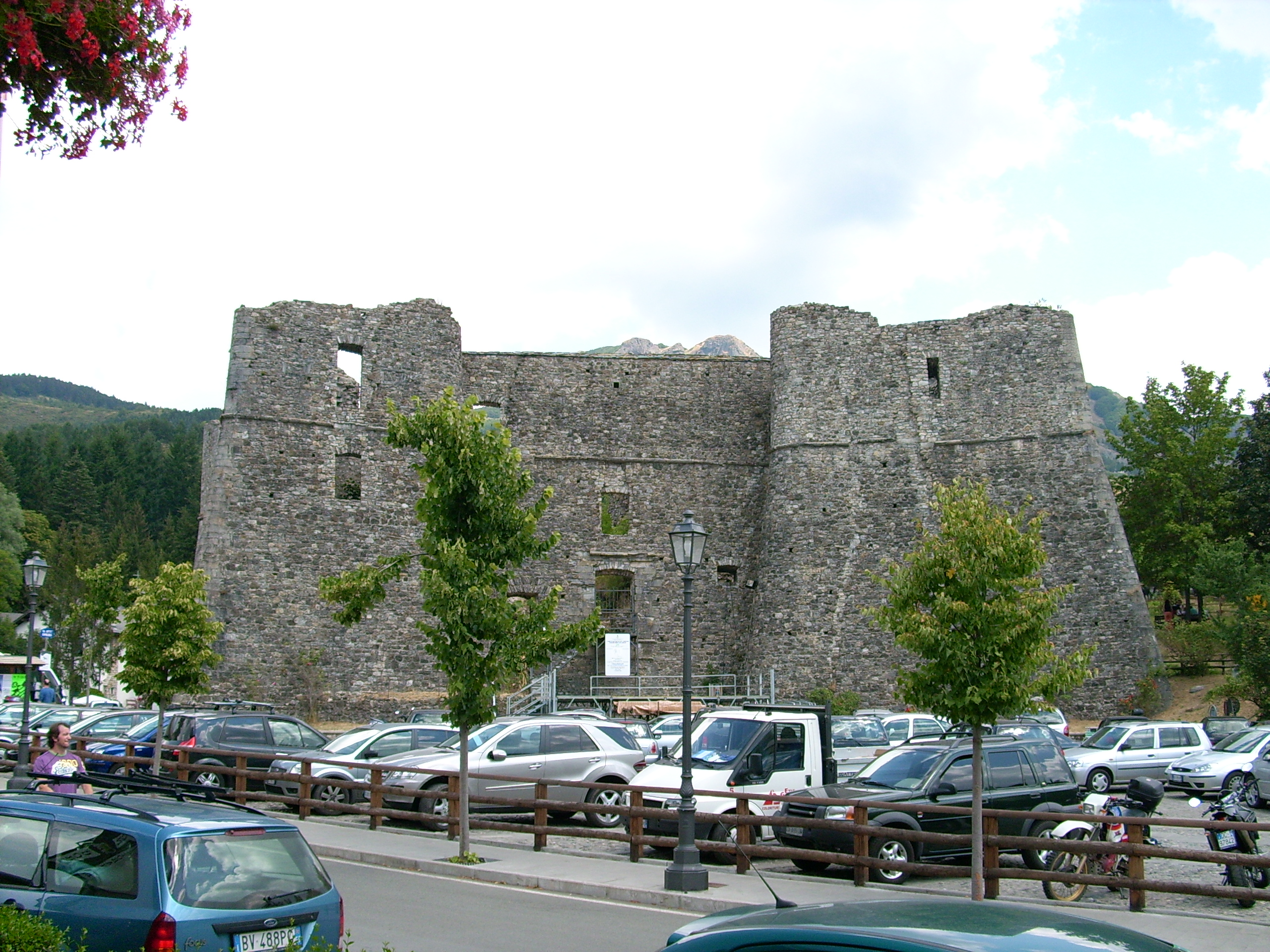
Castillo de Santo Stefano d'Aveto

Fue el alcaide del Castillo de Santo Stefano d'Aveto, gobernándolo con amplias facultades jurisdiccionales, de hecho estuvo presente en las negociaciones para la adquisición y sucesivas impugnaciones en la adquisición de la fortaleza por parte de la familia Malaspina, en su calidad de asesor de máxima confianza de la Familia Fieschi.
Gian Luigi Fieschi "El Viejo" al dictar su última voluntad en el propio Castillo de Santo Stefano d'Aveto, dispuso que su hermano Cristoforo debía invertir sus activos en el Banco de San Giorgio de Génova, confiando la administración al propio Giovanni Filippo Platoni.